# 斯基姆滕山
72°13′S 0°17′E / 72.217°S 0.283°E
斯基姆滕山是南極洲的山峰，位於毛德皇后地的瑪塔公主海岸，屬於斯維爾德魯普山脈的一部分，處於羅爾山以北9公里，挪威製圖師根據探險隊的測量和空中照片繪入地圖。